# Bajor hegyi véreb
A bajor hegyi véreb (bayrischer Gebirgsschweisshund) egy német fajta.

## Története
Kialakulása az 1800-as évekre tehető. Feltehetőleg hannoveri és tiroli kopók keresztezésével alakították ki Bajorországban. Német nevében a "Schweisshund" szó vérebet jelent. 

## Külleme
Marmagassága 51 centiméter, tömege 25-35 kilogramm. Valamivel alacsonyabb és könnyedebb felépítésű a hasonló fajtánál, a hannoveri vérebnél. Csapázó képességét különösen nagyra tartják. Kitartóan követi a megsebzett vad nyomát, majd megállítja, ha megtalálta.

## Képgaléria

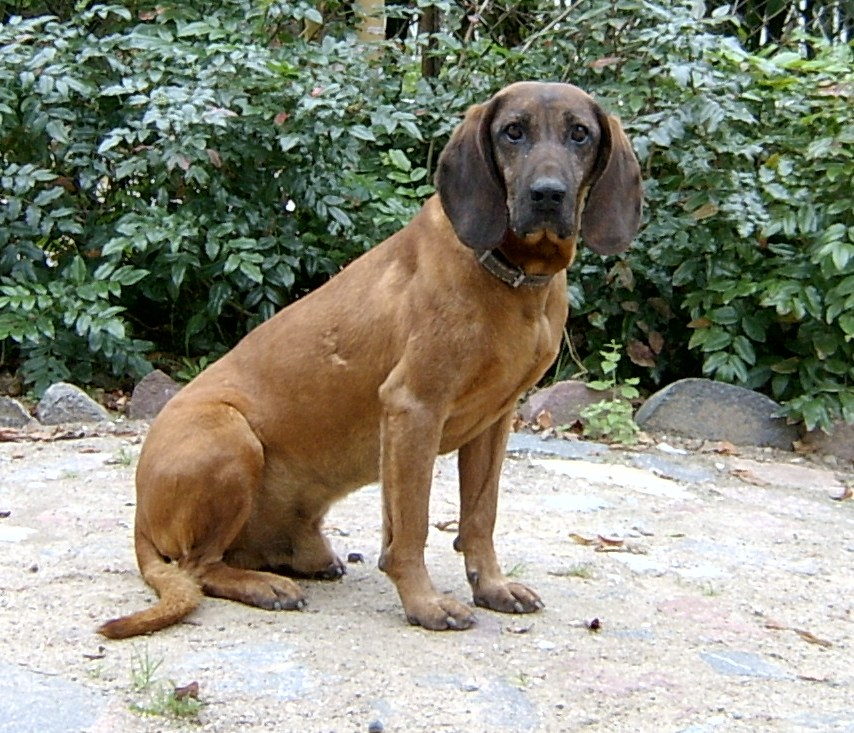
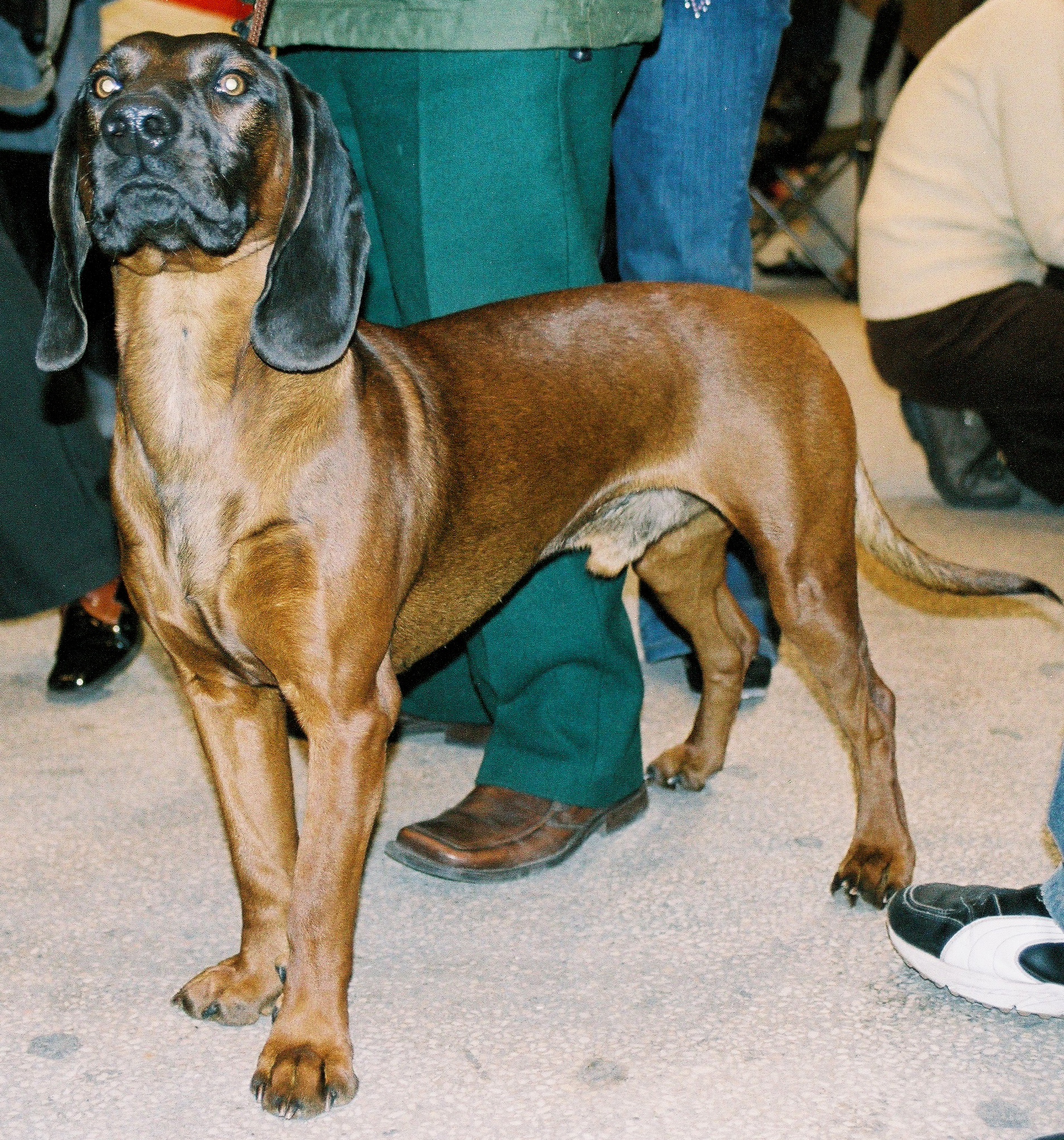
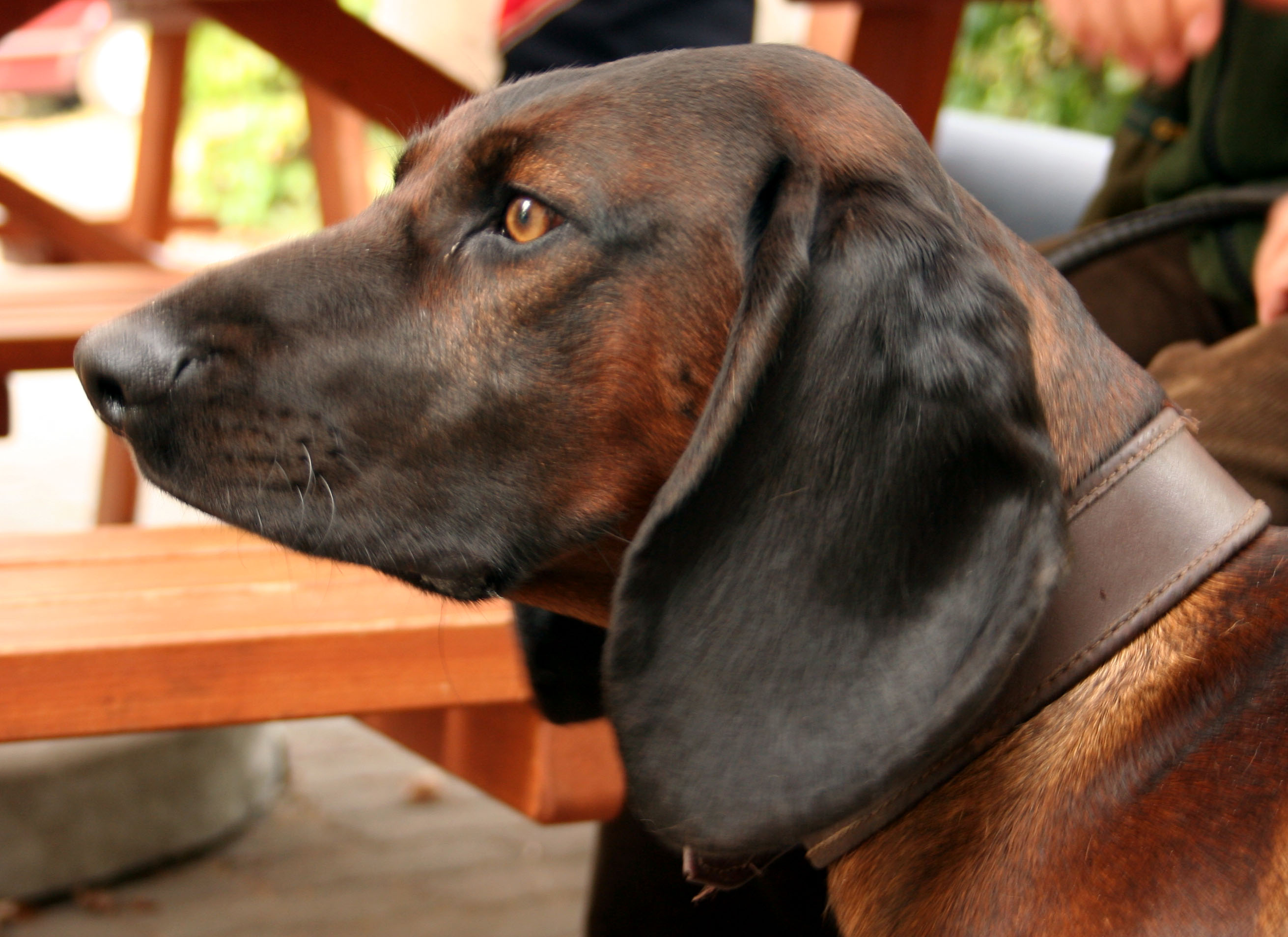
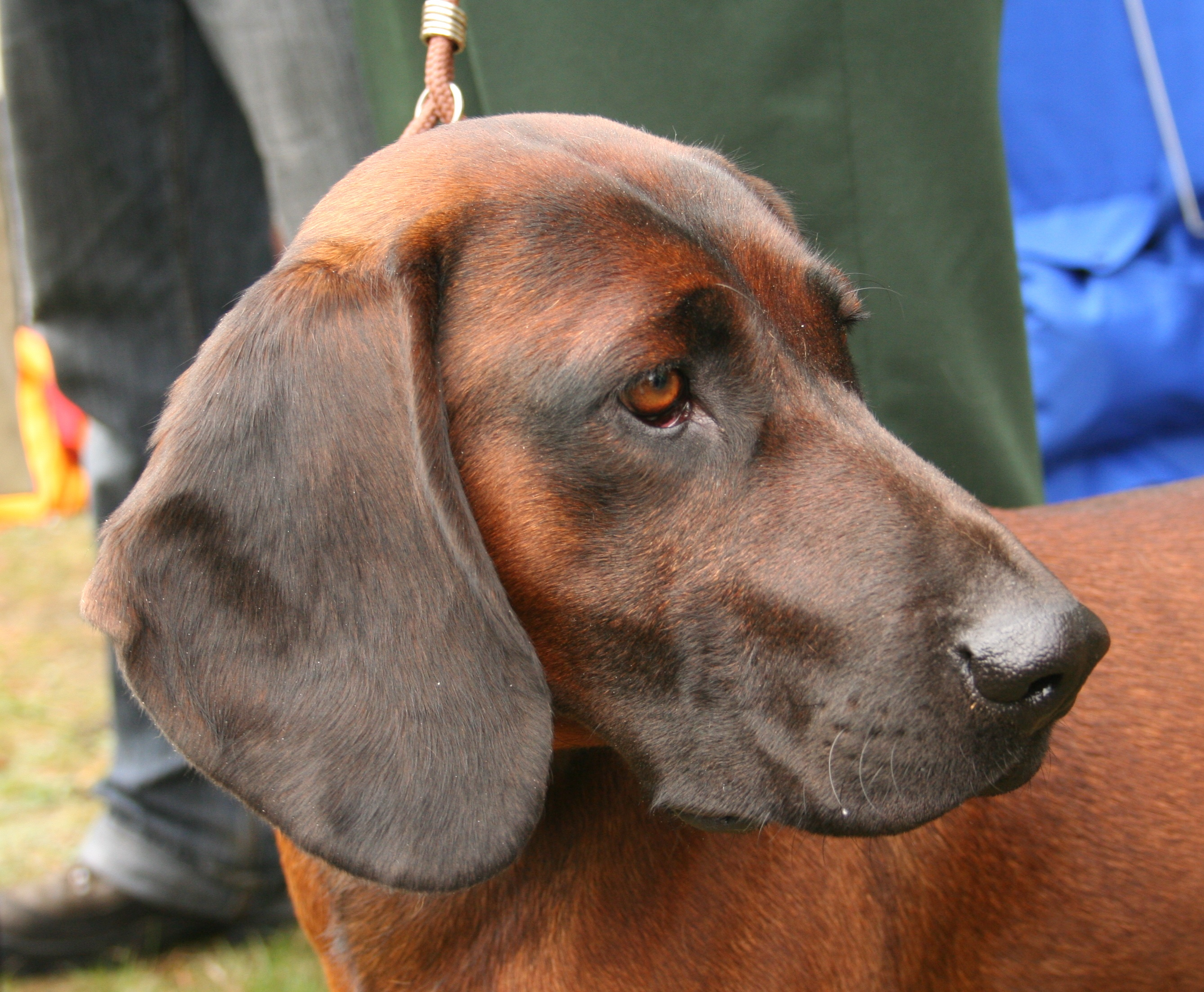

## Jelleme
Természete mozgékony és értelmes. 